# Eugénio de Andrade
Eugénio de Andrade (n. 19 ianuarie 1923, Fundão, Beiras e Serra da Estrela⁠(d), Portugalia – d. 13 iunie 2005, Porto, Portugalia) pe numele său adevărat José Fontinhas Rato, a fost un poet portughez. În 2001 a câștigat Premiul Camões pentru activitatea sa literară. Este unul dintre cei mai importanți poeți lirici din literatura portugheză. El este marele poet al dragostei vremurilor noastre.